# Bodo von Bodenhausen (Jurist)
Bodo von Bodenhausen (* 30. September 1633 in Görzig; † 18. Februar 1700 ebenda) war kurmainzischer Oberlandgerichtsrat und Assessor des Obersteueramts des Eichsfeldes und Rittergutsbesitzer in Niedergandern, Niedertrebra, Görzig und Burgkemnitz sowie Senior des Adelsgeschlechts von Bodenhausen. 
Er war der Sohn von Kuno Ordomar von Bodenhausen. Durch die am 26. Mai 1661 erfolgte Heirat mit Anna Sophie von Koseritz (* 6. Juni 1644; † 20. Februar 1703) hatte er die Möglichkeit, von deren Geschwistern die beiden Rittergüter Burg- und Neukemnitz im Fürstentum Sachsen-Merseburg zu erwerben und so den bisher im Eichsfeld gelegenen Besitz der Familie dauerhaft nach Sachsen auszudehnen.
Schon sein Vater Cuno Ordomar war seit 1623 Mitglied der Fruchtbringenden Gesellschaft; auch Bodo wurde später in diese Sprachakademie aufgenommen.
Gemeinsam mit seiner Frau gründete er 1686 ein Hospital in Görzig.
Die bei seinem Begräbnis gehaltene Leichenpredigt erschien 1701 in Dessau in Druck.

## Familie
Er heiratete am 26. Mai 1661 Anna Sophie von Koseritz (* 6. Juni 1644; † 20. Februar 1703) eine Tochter des Johann Jakob von Köseritz auf Burg- und Neu-Cemmnitz. Das Paar hatte mehrere Kinder:
- Marie (* 31. Dezember 1662) ⚭ N.N. Freiherr Riedesel von Eisenbach, Württembergischer Oberst
- Sophie (* 7. Februar 1664; † 24. Juli 1664)
- Cuno Ordomar (* 18. Januar 1666; † 1. Juni 1726), Hofmeister in Wolfenbüttel ⚭ 26. Mai 1695 Susanne Katharina zu Linsse (* 21. Januar 1676; † 1728)
- Anna Sophie (* 30. September 1667; † 9. Februar 1705)
- Susanna Katharina (* 4. Juni 1670) ⚭ Aribert Siegfried von Krosigk († 1707) auf Hohnsdorff, Anhaltischer Landrat, Sohn des Georg Aribert von Krosigk
- Hans Heinrich (* 23. August 1671; † 24. November 1727)

⚭ 8. Juni 1698 Dorothea von Gladbeck (* 24. Februar 1676; † 25. Mai 1702)
⚭ 3. August 1704 Eleonore von Welchhausen († 3. Februar 1748)
- Dietrich Leberecht (* 15. August 1677; † 30. Juli 1750) ⚭ Gertrude von Adelebsen († 24. September 1746)
- Anna Helene (1679–1722) ⚭ Wolf Heinrich von der Gabelenz
- Christina Anna Eleonore (1683–1718) ⚭ 13. Juni 1713 Heinrich Dietrich von Zanthier (1676–1729), Anhaltischer Rat, Eltern von Hans Dietrich von Zanthier (Forstmeister)